# SHE (グリーン・デイの曲)
「SHE」（シー）は、アメリカのロックバンド、グリーン・デイの楽曲。バンドのサードアルバム『ドゥーキー』に収録。アルバムから4枚目のシングルとしてシングルカットされた。
作詞はビリー・ジョー・アームストロング、作曲はグリーン・デイ。

## 概要
マイク・ダーントによるベースなどによりイントロが演奏され、そのままビリーのボーカルが入る。サビの前でビリーの歪んだエレキギターの音が入る。全体的にバンドサウンド中心のアレンジになっている。バンドのコンピレーション・アルバム『インターナショナル・スーパーヒッツ!』にも収録されている。
加えて、バンドのライブでも演奏されており、作品に収録はされていないが、『ブレット・イン・ア・バイブル』が収録されたライブでも演奏されている。